# Viana (Espanha)
Viana é um município da Espanha na província e comunidade foral (autónoma) de Navarra. Tem 78,87 km² de área e em 2021 tinha 4 341 habitantes (densidade: 55 hab./km²).

## História

### Idade Antiga
O assentamento celtibérico de La Custodia , que acolheu os centro-europeus por volta do ano 600 aC, merece atenção especial por fornecer tesselas de hospitalidade com inscrições ibéricas, que são os primeiros textos conhecidos na Comunidade Foral de Navarra. Alguns historiadores a identificam com Uarakos, a capital dos berones celtas, predecessora da Vareia romana e que foi destruída nas guerras sertorianas entre Pompeu e Sertório (80-72 aC).
A partir do século I, o território de Viana foi intensamente romanizado graças à distribuição de terras a veteranos das campanhas militares do exército romano (alguns deles mercenários nativos) e a alguns colonos. Deve ter sido organizado e dirigido a partir de Vareia, o centro mais se importante, na sequência da permanência da Legio IV Macedónica. Estas povoações instalaram-se em solos muito férteis, perto de ribeiras e do Ebro, e perto de vias de comunicação, como a estrada Pompaelo-Vareia e Valle del Ebro.

### Idade Média
As inúmeras povoações situadas em zonas agrícolas de cultivo do trigo, da vinha e da oliveira, que ao longo dos anos deram origem a inúmeras pequenas aldeias medievais, cujas igrejas românicas, hoje consideradas ermidas, subsistem até aos nossos dias.
Mas foi o rei navarro Sancho VII "El Fuerte" em 1219 que, a fim de proteger a fronteira da Sonsierra do Antigo Reino de Navarra, decidiu criar uma fortaleza para defender suas posses contra o Reino de Castela. Da mesma forma, era conveniente abrir uma rota comercial e ter um enclave no Caminho de Santiago a Compostela. Mas a nova vila, fortificada por muralhas, quatro portais, duas igrejas fortificadas e um castelo, precisava de gente para a manter em tempos de paz e defendê-la em tempos de guerra. Por isso, concedeu à nova vila a Carta do "Privilégio da Águia" (datada em Tudela em abril desse mesmo ano e conservada no arquivo municipal) para animar e congregar os habitantes das aldeias vizinhas.
O Caminho Francês ou Caminho de Santiago, mudou seu traçado nessa época para agora passar pela nova cidade. Os peregrinos dispunham de numerosos hospitais onde podiam abrigar-se, comer e descansar: San Julián, La Alberguería (ao pé da cidade), Santa Catalina, Nuestra Señora de Gracia (dentro da cidade) e na direção de Logroño os frades beneditinos e judeus de Torreviento e os Trinitários e Ordem de Roncesvalles em Cuevas.
Uma das maiores glórias históricas para a vila foi a instituição do Principado por Carlos III "el Noble" , para o seu neto Carlos, filho de Blanca de Navarra e Juan II de Aragón, nascido em 1421 em Peñafiel, através de um documento datado em Tudela em 20 de janeiro de 1423 . Compreendia uma série de vilas, castelos e rendas para honra e digna manutenção do herdeiro do Reino. O título de príncipe de Viana era exercido pelos filhos mais velhos dos reis navarros. Atualmente, o título de Príncipe de Viana é ocupado pela Herdeira aparente de Felipe VI, Leonor de Bourbon e Ortiz.
Muitas foram as ocasiões em que a cidade sofreu cerco e assédio por parte das tropas castelhanas da época, por isso em 1467 a rainha Eleanor recompensou sua lealdade ao Reino de Navarra concedendo-lhe o título de "Muito Nobre e Muito Leal".

### Idade Moderna
Em 1507 , em plena guerra entre o conde de Lerín e Don Juan de Labrit, César Bórgia , filho do papa Alexandre VI, cardeal, príncipe renascentista e generalíssimo dos exércitos de Navarra e papal, inspirou Maquiavel a escrever "O Príncipe ". Uma lápide de mármore localizada em frente à igreja de Santa María lembra sua morte em 11 de março.
A capitulação de Pamplona em 25 de julho de 1512 ante as tropas castelhanas e a anexação de Navarra obrigaram Viana a seguir os mesmos passos em 15 de agosto de 1512 . Em 1515 , por ordem do Cardeal Cisneros, o castelo e suas aldeias foram incorporados ao Corregimiento de Logroño, até 1523, quando o Imperador Carlos I o reintegrou de volta ao Reino de Navarra.
Entre os séculos XVI e XVII , Viana viveu um período de florescimento e prosperidade económica, em parte graças a uma boa agricultura e grandes produções de vinho. Essa prosperidade se reflete na construção de numerosos edifícios civis e religiosos nos estilos renascentista e barroco. Reaparecem as classes nobres , cujos filhos médios e jovens, devido ao sistema de mayorazgo, ocupam altos e importantes cargos como militares ou religiosos na Corte e no ultramar. As fachadas são adornadas com imponentes escudos heráldicos e importantes reformas de ampliação são realizadas em ambas as freguesias.
Em 22 de julho de 1599, em meio à peste, os cidadãos escolheram Santa Maria Madalena como padroeira, porque naquele dia ninguém morreu da dita peste.
Em 1630, D. Felipe IV concedeu a Viana o Título de Cidade, além de comprar o castelo e a Casa Real, as muralhas e o Soto Galindo. No total, 28.000 ducados de prata são pagos.

### Idade Contemporânea
Em 2 de junho de 1808 , os moradores pediram armas para defender o rei Fernando VII e a Santa Religião Católica. Poucos dias depois, as tropas napoleônicas tomaram a cidade, estabelecendo seu quartel-general na estratégica igreja de San Pedro. A cidade sofreu os desmandos das tropas francesas, que obrigaram os moradores a entregar uma grande quantidade de alimentos e somas de dinheiro, mas também os de guerrilheiros locais como Juan Hernández "el Pelao" ou "El Tuerto" que, devido à sua crimes, foi declarado pela Câmara Municipal como um "monstro da Humanidade".
A 9 de outubro de 1818, nasceu em Viana Francisco Navarro Villoslada, o mais ilustre escritor romântico navarro.
As Guerras Carlistas (1832-1839) e (1872-1875) fazem do século XIX um século fatal para Viana, por se encontrar entre o foco carlista de Estella e o liberal de Logroño. A cidade sofre ataques de ambos os lados, o ouro e a prata das igrejas são confiscados para comprar alimentos para a guarnição estabelecida, a cidade é bombardeada, os vitrais dos templos são destruídos e a igreja-fortaleza de San Pedro, que entraria em colapso alguns anos depois. Em 16 de junho de 1875 , uma importante troca de prisioneiros foi realizada no campo de La Alberguería, ao pé da cidade.
Em 1893, em Viana, como em outras cidades navarras, ocorreu uma revolta popular em protesto contra a Lei Orçamentária criada pelo ministro das finanças Germán Gamazo, que pretendia fazer desaparecer as peculiaridades tributárias do Império Antigo. A partir daqui surgiu a denominação de " Plaza de los Fueros " em tantas cidades navarras.
No início do século 20 , uma praga de filoxera dificultou a recuperação econômica. A guerra civil e a forte emigração para as grandes cidades diminuem a população. Em 1964, o Programa de Promoção Industrial de Navarra facilitou o estabelecimento de inúmeras empresas.

## Demografia
| Variação demográfica do município entre 1991 e 2004 | Variação demográfica do município entre 1991 e 2004 | Variação demográfica do município entre 1991 e 2004 | Variação demográfica do município entre 1991 e 2004 |
| --------------------------------------------------- | --------------------------------------------------- | --------------------------------------------------- | --------------------------------------------------- |
| 1991                                                | 1996                                                | 2001                                                | 2004                                                |
| 3365                                                | 3389                                                | 3425                                                | 3580                                                |